# Гол-разлика
Гол-разлика, је начин обрачунавања постигнутих и примљених голова у фудбалу и другим спортовима у којима се резултат одлучује головима. Одузимањем примљених од постигнутих голова добија се позитивна и негативна разлика. 
У случају једнаког броја бодова на табели, боља позиција припада екипи која има већу позитивну или мању негативну разлику голова. 
Код једнаке разлике голова, успешнија је екипа која је постигла више голова.
Раније се гол-разлика називала гол-диференција.